# 94e division d'infanterie (Empire allemand)
La 94e division d'infanterie est une unité de l'armée allemande créée en 1917 qui participe à la Première Guerre mondiale sur le front de l'est. Elle fait partie en 1918 de la force d'occupation de l'Ukraine avant d'être transférée sur le front de l'ouest pour les derniers jours du conflit en octobre. Après la fin du conflit, la division est déplacée en Allemagne où elle est dissoute en 1919.

## Première Guerre mondiale

### Composition

#### 1917
- 170e brigade d'infanterie de Landwehr

271e régiment d'infanterie de réserve
422e régiment d'infanterie
430e régiment d'infanterie de Landwehr

#### 1918
- 170e brigade d'infanterie de Landwehr

334e régiment d'infanterie
432e régiment d'infanterie
45e régiment d'infanterie de Landsturm
- 5e escadron du 13e régiment d'uhlans
- Artillerie

8e régiment d'artillerie de campagne (état-major, 1re, 2e, 4e et 5e batterie du 3e bataillon)
405e bataillon d'artillerie à pied
- 411e bataillon de pionniers

### Historique

#### 1917
- juin - décembre : occupation d'un secteur dans la région de Pinsk. En novembre, puis en décembre, les hommes les plus jeunes sont transférés à la 15e division d'infanterie, puis à la 82e division de réserve avant son départ pour le front de l'ouest. En échange, la 94e division d'infanterie est renforcée par des hommes âgés et des recrues de la classe 1919.

#### 1918
- janvier - octobre : mouvement en Ukraine, la division devient une force d'occupation du pays. Elle est successivement localisée vers Gloukhov puis vers Gomel.
- octobre - novembre : regroupement, la division est ensuite envoyée sur le front de l'ouest. Occupation d'un secteur en Woëvre. Après la signature de l'armistice, la division est transférée en Allemagne et dissoute au cours de l'année 1919.

## Chefs de corps
| Grade           | Nom                             | Date                                 |
| --------------- | ------------------------------- | ------------------------------------ |
| Generalmajor    | Karl von Dalwigk zu Lichtenfels | 1er juillet 1917 - 22 septembre 1918 |
| Generalleutnant | Georg von Heimburg              | 23 septembre 1918 - 18 janvier 1919  |